# Stenus fasciculatus
Stenus fasciculatus är en skalbaggsart som beskrevs av J. Sahlberg 1871. Stenus fasciculatus ingår i släktet Stenus, och familjen kortvingar. Arten är reproducerande i Sverige.